# 日置政次

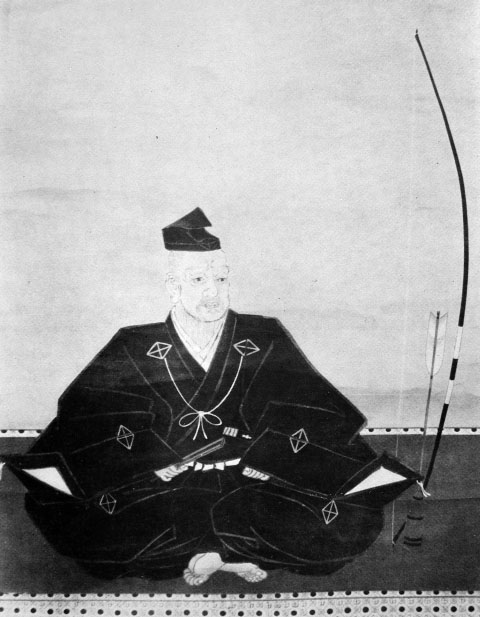
「日置弾正政次 像」 尾主竹林富田家蔵

日置 政次（へき まさつぐ、生没年不詳）は弓術の一つである「日置流」の創始者、考案者。
諸国を周り「吉田流」の考案者である吉田重賢へ伝えたと言われている。

## 生涯

### 弓術に至るまで
明応頃に伊賀で生まれたとされている。その後は北面の武士として活躍した。しかし病に倒れその後は弓術の研究に励んだ。

### 吉田流
そして「日置流」を考案し諸国を周り、源氏一族の吉田上野介重賢（吉田重賢）へ「吉田流」として伝えたと言われている。また政次は初代吉田流の流祖とされているため吉田重賢と同一人物なのではないかと考えられる。

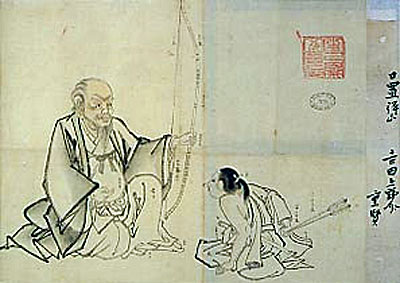
^{左 日置 政次　右 吉田重賢}

### 晩年
晩年には瑠璃光坊以徳と名前を改名したと言われる。その後は病に倒れ死去。そして子新三郎、弓削弥六郎、石堂竹林坊、如成と受け継がれていった。この事を日置流の竹林派とも言う。また大和流に関係する著書には出生時に武将足利義輝公に仕えたのではないかと記されている。

## 経歴
明応年間に伊賀で生まれたとされており北面の武士として活動。しかし病と診断され弓術の研究に励む。応永年間に源氏一族、または佐々木氏一族の吉田重賢に「吉田流」として伝えた。また安松左近吉次に「日置流」を伝えた。晩年（1502年？）に病に倒れ死去。その後は子の新三郎から今に至るまで伝えられた。

## 人物
政次は当時諸国では名の知れた弓術流派であったとされ、戦場で矢種が尽きたため身を潜めていたが敵が襲ってきたため、政次が弦を打ちながら「えい！」と掛け声を出すと敵は戦わずに逃げていったとされるエピソードが残っている。また政次は信頼されていた弓術流派であったとされ多くの人々が「日置流」を受け入れ政次流弓術が広まったとされる。

## 逸話
政次は実際には生まれた際に武将足利義輝公に仕えたとされている。また政次と「吉田流」の流祖吉田重賢と同一人物とされている。また政次は影光、宗品、豊秀、道以、威徳の名前があるとされ晩年には高野山で落髪し瑠璃光坊以徳と名前を号したと言う説がある。また出生地は大和国であるとされ愛国村に住んでいたとも言われている。